# Phalaris californica
Phalaris californica är en gräsart som beskrevs av William Jackson Hooker och George Arnott Walker Arnott. Phalaris californica ingår i släktet flenar, och familjen gräs. Inga underarter finns listade i Catalogue of Life.